# Burzyk balearski
Burzyk balearski (Puffinus yelkouan mauretanicus) – podgatunek burzyka śródziemnomorskiego, ptaka oceanicznego z rodziny burzykowatych (Procellariidae), gnieżdżący się na Balearach. Takson o niepewnej pozycji systematycznej przez część taksonomów wyodrębniany do rangi gatunku.

## Taksonomia
Taksonomia budzi kontrowersje. Autorzy Kompletnej listy ptaków świata uznają go za podgatunek burzyka śródziemnomorskiego (jako Puffinus yelkouan mauretanicus), jednak wielu autorów, m.in. Międzynarodowy Komitet Ornitologiczny (IOC) czy IUCN, uznaje go za odrębny gatunek. Dawniej niekiedy bywał uznawany za podgatunek burzyka północnego (jako Puffinus puffinus mauretanicus).

## Zasięg występowania
Burzyk balearski gnieździ się na głównych wyspach Balearów (Minorka, Majorka, Cabrera, Ibiza i Formentera) oraz okolicznych wysepkach. W sezonie lęgowym,  oprócz wód otaczających archipelag Balearów, żeruje także wzdłuż śródziemnomorskiego szelfu Półwyspu Iberyjskiego, głównie u wybrzeży Katalonii oraz na obszarze pomiędzy deltą Ebro, wysepkami Columbretes i przylądkiem Nao; część ptaków wykorzystuje żerowiska na szelfie kontynentalnym u wybrzeży Algierii i Maroka, a także w Zatoce Lwiej (w pobliżu Francji). Poza sezonem lęgowym większość ptaków opuszcza Morze Śródziemne i latem oraz wczesną jesienią koncentruje się u wybrzeży Atlantyku w południowo-zachodniej Europie, głównie w Hiszpanii, Portugalii i Francji, a także w południowo-zachodniej Wielkiej Brytanii i północno-zachodnim Maroku. Jesienią (głównie w październiku) ptaki wracają nad zachodnią część Morza Śródziemnego i zimują mniej więcej na tych samych obszarach żerowania, co w sezonie lęgowym.
Do Polski zalatuje wyjątkowo (stwierdzony raz, na Mierzei Wiślanej podczas silnego sztormu).

## Morfologia

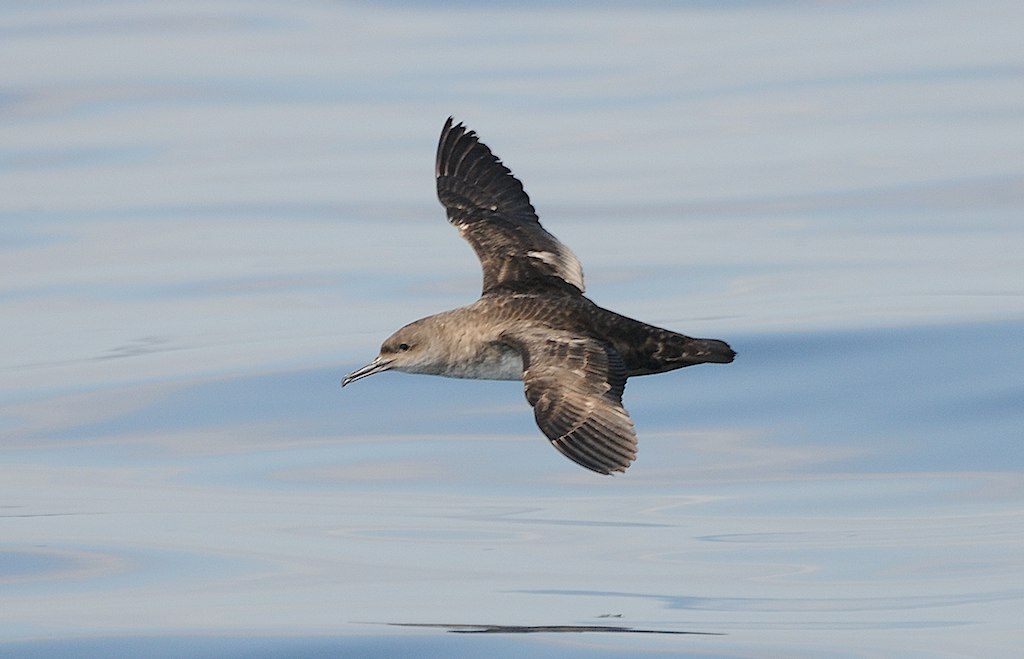
Burzyk balearski w locie

WyglądObie płci ubarwione jednakowo. Wierzch ciała rdzawobrązowy, spód ciemnopłowy. Spód skrzydeł ciemniejszy niż u podobnego burzyka północnego. Sylwetka krótka w kształcie cygara, skrzydła wąskie o ostrych końcach. Dziób ciemny. Lata nisko nad powierzchnią wody, z rzadka uderzając skrzydłami. W locie sylwetka przypomina krzyż, a końce nóg wystają poza krawędź ogona.
Wymiary średniedługość ciała ok. 33–38 cm
rozpiętość skrzydeł 80–89 cm
masa ciała ok. 350–460 g

## Ekologia
BiotopGniazduje na wyspach, a poza okresem lęgowym przebywa na otwartym morzu.
GniazdoNa wysepkach i klifach w wykopanej przez siebie norze (do 1,5 m głębokości), odwiedzanej wyłącznie w nocy, aby uniknąć wykrycia przez duże mewy mogące pożreć młode. Gnieździ się kolonijnie.
JajaJedno jajo w zniesieniu.
Wysiadywanie, pisklętaJajo wysiadywane jest przez okres 47–55 dni przez obydwoje rodziców. Pisklęta opuszczają gniazdo po 60–70 dniach.
PożywienieDrobne ryby, głowonogi i inne zwierzęta.

## Status i ochrona
IUCN uznaje burzyka balearskiego za gatunek krytycznie zagrożony (CR – Critically Endangered) nieprzerwanie od 2004 roku; wcześniej, w 2000 roku, kiedy to po raz pierwszy sklasyfikowano go jako odrębny gatunek, zaliczono go do kategorii „bliski zagrożenia” (NT – Near Threatened). Liczebność populacji szacowana jest na około 19 tysięcy dorosłych osobników (różne wcześniejsze szacunki z lat 2004–2012, mówiące o 2000–4500 par lęgowych, były zaniżone, co wiąże się z niedostępnością niektórych miejsc lęgowych). Globalny trend liczebności populacji uznawany jest za spadkowy.
W Polsce podlega ścisłej ochronie gatunkowej.